# 国外所在文化財財団
国外所在文化財財団（こくがいしょざいぶんかざいざいだん）は、大韓民国文化財庁傘下の特殊法人で、海外に所在する韓国文化財を総合的に調査・研究する専門機関。

## 沿革
- 2012年7月 - 国外所在文化財財団設立。

## 役割
文化財の保存、管理、活用、調査、研究及び宣揚に関する事務を遂行する。

## 所在地
- ソウル特別市鍾路区

## 組織
- 経営支援室
- 調査研究室
- 活用広報室
- 日本事務所
- アメリカ事務所